# IC 3900
IC 3900 ist eine Linsenförmige Galaxie vom Hubble-Typ SB0 im Sternbild Haar der Berenice am Nordsternhimmel. Sie ist schätzungsweise 318 Millionen Lichtjahre von der Milchstraße entfernt und hat einen Durchmesser von etwa 65.000 Lichtjahren. Die Galaxie ist Mitglied des Coma-Galaxienhaufens Abell 1656.

Im selben Himmelsareal befinden sich u. a. die Galaxien NGC 4797, NGC 4807, NGC 4827, IC 3913.
Die Typ-Ia-Supernova SN 2001cg wurde hier beobachtet.
Das Objekt wurde am 25. Juni 1903 von Stéphane Javelle entdeckt.